# Operación München
La Operación München (en rumano: Operațiunea München) fue el nombre en clave rumano de una ofensiva conjunta germano-rumana durante la invasión alemana de la Unión Soviética en la Segunda Guerra Mundial, con el objetivo principal de recuperar Besarabia, el norte de Bucovina y la región de Hertsa, cedida por Rumania a la Unión Soviética un año antes (ocupación soviética de Besarabia y el norte de Bucovina). La operación concluyó con éxito después de 24 días de lucha. Las formaciones del Eje involucradas incluyeron el 3.er y el 4.º Ejércitos rumanos y el 11.º Ejército alemán. La invasión fue seguida por un genocidio contra la población judía de Besarabia.
La ofensiva comenzó el 2 de julio, con las fuerzas rumanas atacando el norte. El 5 de julio, Chernivtsi, la capital del norte de Bucovina, fue capturada por los batallones 3 y 23 los Vânători de Munte. El 16 de julio, Chișinău, la capital de Besarabia, fue tomada después de intensos combates por parte de las fuerzas rumanas encabezadas por la 1.ª División Blindada Rumana (Divizia 1 Blindată), equipada principalmente con 126 tanques ligeros R-2. El 26 de julio, toda la región estaba bajo control rumano-alemán. El 17 de agosto, Besarabia y el norte de Bucovina se reintegraron formalmente al estado rumano.

## Combates en Besarabia del Sur
Las operaciones en Besarabia del Sur fueron algunas de las más complejas de toda la operación, involucrando artillería, buques de guerra, aviación, soldados e infantes de marina de ambos lados. La flotilla soviética del Danubio constaba de 5 monitores fluviales, 22 lanchas a motor armadas y blindadas y 7 dragaminas. La flotilla rumana del Danubio tenía 7 monitores fluviales, pero menos, alrededor de 4, botes pequeños armados. Los combates en este sector del frente comenzaron días antes de la operación, con una primera escaramuza entre buques de guerra soviéticos y rumanos el 23 de junio, cuando los buques soviéticos intentaron romper el bloqueo naval rumano. Durante la noche del 9 al 10 de julio, los buques de guerra soviéticos aprovecharon la escasa visibilidad y lograron escabullirse del bloqueo. El 26 de junio, en apoyo de la incursión marítima en Constanța, las cañoneras blindadas soviéticas desembarcaron tropas en Chilia Veche y capturaron la mayor parte del 15.° Batallón de Infantería de Marina rumano, las pérdidas rumanas ascendieron a 468 soldados. Los restos del batallón, apoyados por un barco armado y dos lanchas a motor, lograron defender la isla de Stipoc contra nuevos ataques soviéticos. El 17.° Batallón de Infantería de Marina rumano logró mantener el sector de Periprava durante toda la operación y los días anteriores, repeliendo numerosos ataques soviéticos. Durante este tiempo, su artillería también hundió cuatro barcos blindados soviéticos. En la noche del 22 al 23 de julio, el batallón ocupó Tatarbunary. En última instancia, las pérdidas de la flotilla soviética del Danubio ascendieron a dos monitores fluviales dañados, cinco lanchas blindadas hundidas y una más dañada. Los días 18 y 19 de julio, la Flotilla se retiró del delta del Danubio. Así, el 22 de julio, los rumanos ocuparon Reni, Izmail, Kiliya y Vylkove.

## Combates navales
La formación naval rumana involucrada en la operación, el Grupo Táctico Tulcea, luchó en varios enfrentamientos navales contra la Armada Soviética. Estas batallas resultaron en el daño de dos monitores soviéticos y dos cañoneras blindadas, así como el hundimiento de otra cañonera blindada. Las dos cañoneras soviéticas dañadas fueron el resultado de una acción que precedió a la operación.

### 13 de julio de 1941
El 13 de julio, el monitor fluvial rumano Mihail Kogălniceanu se encontró con un monitor fluvial soviético cerca del pueblo de Copana Balca. El monitor rumano atacó, anotando un golpe directo contra su homólogo soviético. El buque de guerra soviético devolvió el fuego sin resultado antes de retirarse.

### 14 de julio de 1941
El 14 de julio, el Mihail Kogălniceanu atacó al monitor soviético Udarnyy en Izmail. Como el día anterior, el monitor rumano anotó un golpe directo contra su enemigo soviético, a pesar del feroz fuego de respuesta de este último. El Udarnyy continuó disparando mientras se retiraba, pero una vez más, los rumanos salieron indemnes.

### Hundimiento delIsaccea
En algún momento durante la operación, barcazas armadas rumanas bombardearon y hundieron una cañonera blindada frente a Isaccea.

## Combates aéreos
El primer combate aéreo soviético-rumano lo llevó a cabo el subteniente Teodor Moscu de la Escadrila 51. Mientras volaba sobre Besarabia del sur, su Heinkel He 112 fue atacado por una formación de cinco Polikarpov I-16. El piloto rumano derribó rápidamente a tres de ellos, lo que provocó que los otros dos se retiraran. Ocho aviones soviéticos más fueron derribados durante esta batalla y 40 más fueron ametrallados en tierra, pero los rumanos perdieron 11 de sus propios aviones por el fuego terrestre soviético. El 12 de julio, respondiendo a una poderosa contraofensiva del Ejército Rojo, los rumanos reunieron una flota aérea de 59 bombarderos (en su mayoría de construcción italiana y polaca) escoltados por 54 cazas (incluidos los IAR 80 de fabricación rumana). Esta fuerza mixta barrió a los soviéticos del cielo antes de diezmar las fuerzas terrestres soviéticas (artillería, tropas, transportes y tanques). En un caso, el piloto de un IAR-80, Vasile Claru, se quedó sin municiones después de destruir tres de los seis Polikarpov que lo perseguían. En consecuencia, estrelló su avión contra un cuarto, matando a un subcomandante de escuadrón soviético (M. Shamanov), pero el propio Claru tampoco sobrevivió al accidente. Finalmente, la contraofensiva soviética fue rechazada con grandes pérdidas. El 26 de julio, los rumanos habían establecido la supremacía aérea sobre Besarabia y el norte de Bucovina. Volaron un total de 5.100 misiones, reclamando 88 aviones enemigos derribados en combate aéreo más 108 destruidos en tierra por el costo de 58 de su propio avión. Un 59 aviones soviéticos adicionales fueron derribados por fuego antiaéreo rumano.